# سیارک ۱۲۳۹۵
سیارک ۱۲۳۹۵ (به انگلیسی: 12395 Richnelson، نامگذاری:1995CD2) دوازده هزار و سیصد و نود و پنجمین سیارک کشف شده‌است که در ۸ فوریه ۱۹۹۵ کشف شد.
قدر مطلق سیارک برابر ۵۳.۶ است.